# Aphis sambuci
Aphis sambuci är en insektsart som beskrevs av Carl von Linné 1758. Aphis sambuci ingår i släktet Aphis och familjen långrörsbladlöss. Arten är reproducerande i Sverige. Inga underarter finns listade i Catalogue of Life.

## Bildgalleri

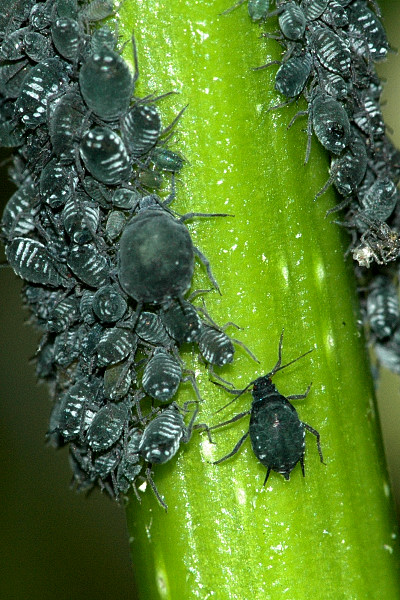
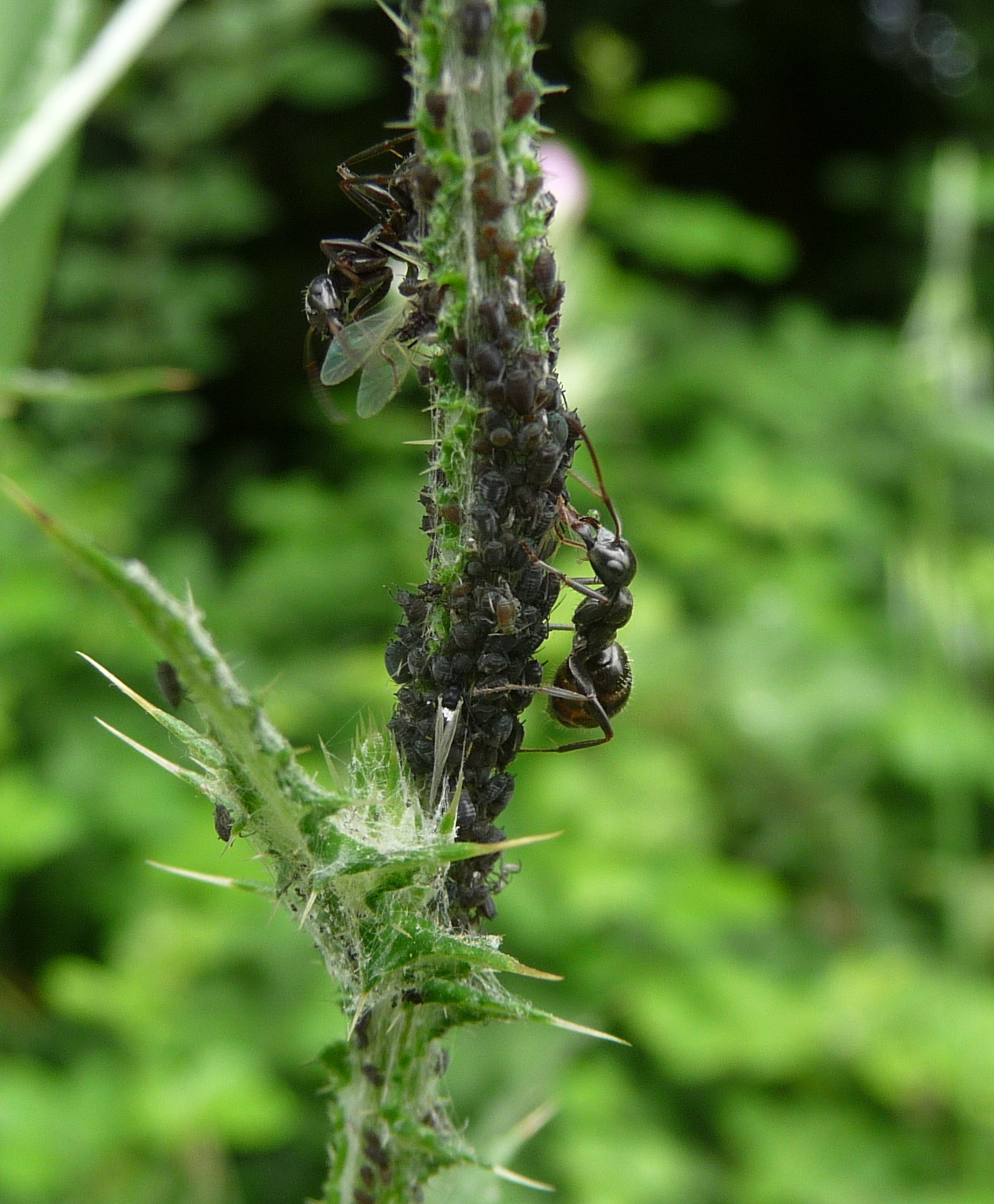
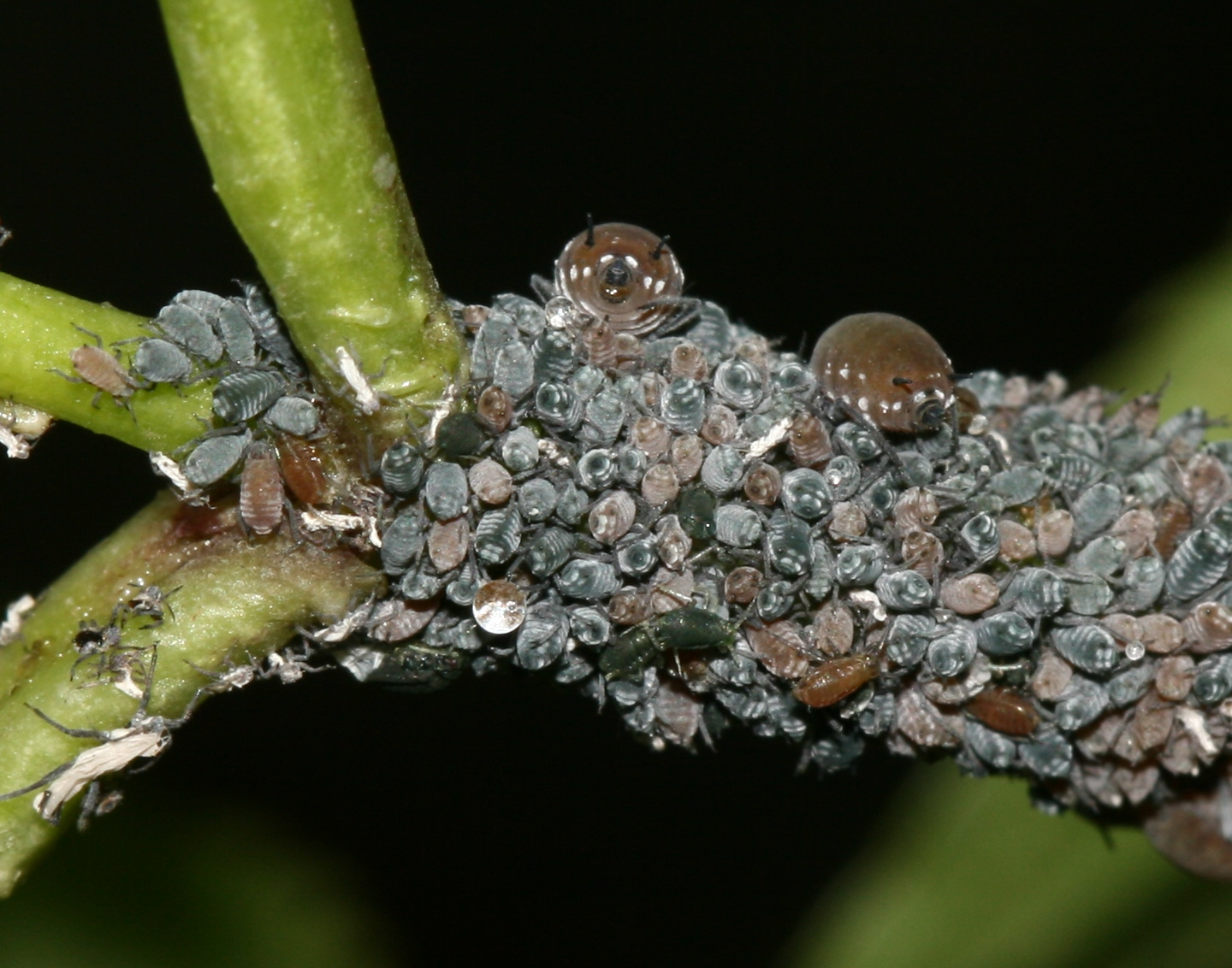